# Извор (Босилеград)
Извор је насеље у Србији у општини Босилеград у Пчињском округу. Према попису из 2022. било је 37 становника.
Овде се налази Црква Свете Тројице у Извору.

## Демографија
У насељу Извор живи 106 пунолетних становника, а просечна старост становништва износи 57,7 година (52,2 код мушкараца и 63,2 код жена). У насељу има 55 домаћинстава, а просечан број чланова по домаћинству је 2,09.
Ово насеље је великим делом насељено Бугарима (према попису из 2002. године), а у последња три пописа, примећен је пад у броју становника.
|  |

| Демографија | Демографија | Демографија |
| Година      | Становника  | Становника  |
| ----------- | ----------- | ----------- |
| 1948.       | 519         |             |
| 1953.       | 527         |             |
| 1961.       | 419         |             |
| 1971.       | 345         |             |
| 1981.       | 286         |             |
| 1991.       | 163         | 162         |
| 2002.       | 115         | 118         |
| 2011.       | 61          |             |
| 2022.       | 37          |             |

| Етнички састав према попису из 2002.‍ | Етнички састав према попису из 2002.‍ | Етнички састав према попису из 2002.‍ | Етнички састав према попису из 2002.‍ | Етнички састав према попису из 2002.‍ |
| ------------------------------------ | ------------------------------------ | ------------------------------------ | ------------------------------------ | ------------------------------------ |
|                                      |                                      |                                      |                                      |                                      |
| Бугари                               | Бугари                               |                                      | 108                                  | 93,91%                               |
| Срби                                 | Срби                                 |                                      | 5                                    | 4,34%                                |
| Југословени                          | Југословени                          |                                      | 1                                    | 0,86%                                |

| Година пописа     | 1948. | 1953. | 1961. | 1971. | 1981. | 1991. | 2002. |
| ----------------- | ----- | ----- | ----- | ----- | ----- | ----- | ----- |
| Број домаћинстава | 106   | 125   | 120   | 105   | 93    | 71    | 55    |

| Број чланова      | 1  | 2  | 3 | 4 | 5 | 6 | 7 | 8 | 9 | 10 и више | Просек |
| ----------------- | -- | -- | - | - | - | - | - | - | - | --------- | ------ |
| Број домаћинстава | 21 | 22 | 6 | 1 | 2 | 3 | 0 | 0 | 0 | 0         | 2,09   |

| Пол    | Укупно | Неожењен/Неудата | Ожењен/Удата | Удовац/Удовица | Разведен/Разведена | Непознато |
| ------ | ------ | ---------------- | ------------ | -------------- | ------------------ | --------- |
| Мушки  | 50     | 15               | 30           | 5              | 0                  | 0         |
| Женски | 57     | 4                | 32           | 20             | 1                  | 0         |
| УКУПНО | 107    | 19               | 62           | 25             | 1                  | 0         |

| Пол    | Укупно                    | Пољопривреда, лов и шумарство | Рибарство                            | Вађење руде и камена | Прерађивачка индустрија       |
| ------ | ------------------------- | ----------------------------- | ------------------------------------ | -------------------- | ----------------------------- |
| Мушки  | 28                        | 14                            | 0                                    | 1                    | 3                             |
| Женски | 3                         | 3                             | 0                                    | 0                    | 0                             |
| УКУПНО | 31                        | 17                            | 0                                    | 1                    | 3                             |
| Пол    | Производња и снабдевање   | Грађевинарство                | Трговина                             | Хотели и ресторани   | Саобраћај, складиштење и везе |
| Мушки  | 0                         | 0                             | 2                                    | 0                    | 2                             |
| Женски | 0                         | 0                             | 0                                    | 0                    | 0                             |
| УКУПНО | 0                         | 0                             | 2                                    | 0                    | 2                             |
| Пол    | Финансијско посредовање   | Некретнине                    | Државна управа и одбрана             | Образовање           | Здравствени и социјални рад   |
| Мушки  | 0                         | 1                             | 0                                    | 0                    | 0                             |
| Женски | 0                         | 0                             | 0                                    | 0                    | 0                             |
| УКУПНО | 0                         | 1                             | 0                                    | 0                    | 0                             |
| Пол    | Остале услужне активности | Приватна домаћинства          | Екстериторијалне организације и тела | Непознато            | Непознато                     |
| Мушки  | 0                         | 0                             | 0                                    | 5                    | 5                             |
| Женски | 0                         | 0                             | 0                                    | 0                    | 0                             |
| УКУПНО | 0                         | 0                             | 0                                    | 5                    | 5                             |

## Галерија
- Школа
- Улица
- Једна кућа
- Црква Свете Тројице